# 749 (lokomotywa)
749 – czeska lokomotywa spalinowa, o układzie Bo-Bo z przekładnią elektryczną, powstawała w latach 1992-1996 przebudową lokomotyw serii 751 i 752.
W związku z potrzebą kolei czechosłowackich (później České dráhy) wycofania parowego ogrzewania składów osobowych w 1992 r. rozpoczęła się przebudowa lokomotywy 751.039 w lokomotywowni Jihlava. Podczas przebudowy lokomotywa została wyposażona w urządzenie do elektrycznego ogrzewania składu pociągu i uzyskała oznaczenie 749.039. W następnych latach zostały przebudowane 34 lokomotywy serii 751 (nowe oznaczenie 749) i 26 lokomotyw serii 752 (nowe oznaczenie 749.2). Oryginalne lokomotywy serii 751 (dawniej T478.1) posiadały urządzenie do parowego ogrzewania składu pociągu i były przeznaczone do pracy mieszanej, a 752 (dawniej T478.2) nie miały ogrzewania składu pociągu i były przeznaczone do pracy w ruchu towarowym. 
Przebudowy lokomotyw wykonawały lokomotywownie ČD Jihlava, České Budějovice, Šumperk, Veselí nad Moravou i ŽOS (ZNTK) Česká Třebová. Natomiast ŽSR na Słowacji nie modyfikowały swoich lokomotyw tej serii.